# سوگیری شناختی
سوگیری‌های شناختی (به انگلیسی: Cognitive bias) یا خطاهای شناختی، خطاهایی هستند ذهنی که به صورتی نظام‌مند به گرایش، نگرش، وهم یا باوری غلط منجر می‌شوند و در تصمیم‌گیری، استدلال، ارزیابی، یادآوری، ادراک و شناخت افراد تاثیر می‌گذارند.
سوگیری‌ شناختی یکی از مباحث مهم علوم شناختی است. علوم شناختی تعداد زیادی از این خطاهای ذهنی را شناسایی کرده و زوایای متفاوتی از شرایط ظهور و بروزشان را بررسی کرده است. فهرست انواع خطاهای شناختی بسیار طولانی است.
سوگیری‌های شناختی مبتنی بر تمامی الگوها و الگوریتم‌های ابداعی است که از بدو تولد به جهت یادگیری، حل مسئله و تصمیم‌گیری در انسان به‌وجود می‌آید و باعث ایجاد انحراف از واقعیت می‌گردد که به موجب آن، نتیجه‌گیری‌هایی که در فرایند مرتبط با تصمیم‌گیری (به انگلیسی: Decision-Making) دارد ممکن است به شکلی غیرمنطقی صورت گیرند.
اساس و تاریخچه سوگیری شناختی توسط جان فون نویمان و اسکار مورگنشترن برای اولین بار بیان کردند که افراد همیشه یک سری ترجیحات مشخص دارند و سعی می‌کنند در تصمیم‌گیری مسائل را ساده‌تر کنند و معمولاً از یک سری الگوها و الگوریتم‌های از پیش تعیین شده ابداعی بهره می‌جویند.

## برخی از انواع سوگیری‌ها (فهرست سوگیری‌های شناختی)
- سوگیری تاییدی (Confirmation Bias)
- خطای بنیادی برچسب‌زدن (Fundamental attribution error)
- اثر قالب بندی (Framing effect)
- راه حل دمِ دستی (Availability heuristic)

## ویژگی‌های عمده یک سوگیری شناختی
۱- همیشه در انحراف از واقعیت بروز پیدا می‌کند.
۲- به‌طور سازمان یافته در گروهی از افراد جامعه رخ می‌دهد و نه توسط فقط یک نفر
۳- اجتناب از آن بسیار دشوار است حتی اگر به افراد گفته شود!
۴- در این حالت مسیر تصمیم‌گیری کاملاً متمایز از مسیر درست پردازش اطلاعات در مغز است.
افراد، «واقعیت اجتماعی ذهنی» شان را از طریق مشاهده ورودی‌ها شکل می‌دهند که این مسئله مبتنی بر ادراک است. شکل‌گیری «واقعیت اجتماعی» یک فرد، رفتار وی در جامعه را دیکته می‌کند و نه ورودی‌های عینی او؛ بنابراین، سوگیری شناختی، در نهایت ممکن است به تحریف درک، قضاوت نادرست، تفسیر غیرمنطقی یا آنچه که به‌طور گسترده، بی‌خردی نامیده می‌شود، منجر شود.